# Flagnac
Flagnac est une commune française située dans le département de l'Aveyron en région Occitanie.
Le patrimoine architectural de la commune comprend un immeuble protégé au titre des monuments historiques : le château de Pagax, inscrit en 1978.

## Géographie

Représentations cartographiques de la commune
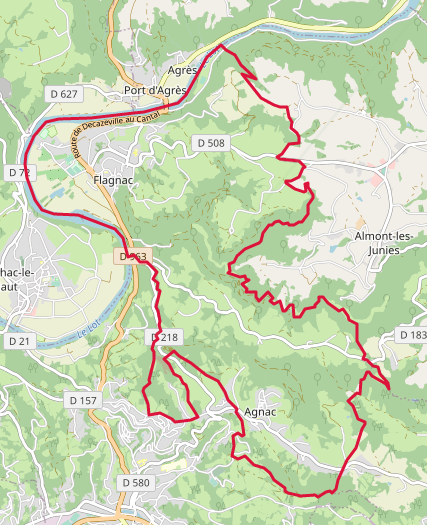
Carte OpenStreetMap.
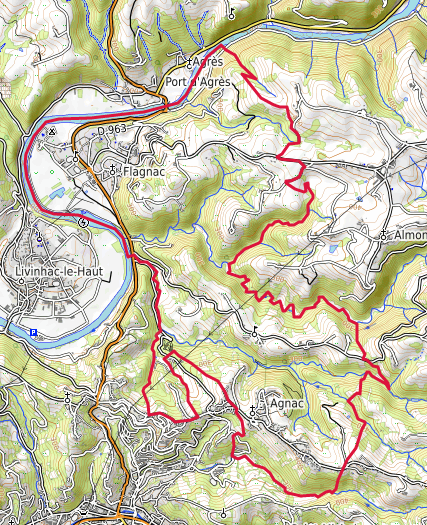
Carte topographique.

### Communes limitrophes
Les communes limitrophes sont  Almont-les-Junies, Decazeville, Firmi, Livinhac-le-Haut, Saint-Parthem et Saint-Santin.

### Hydrographie

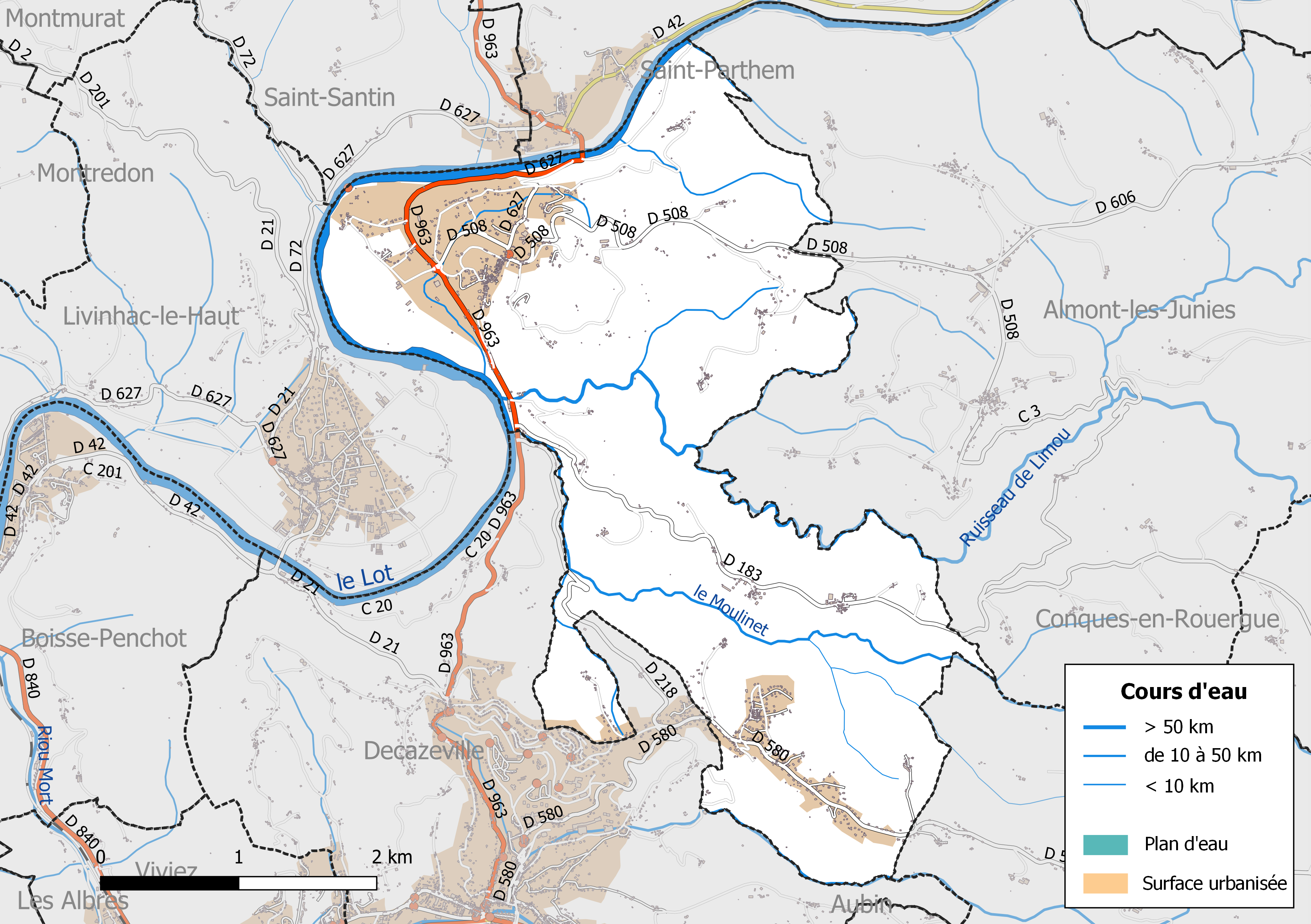
Réseaux hydrographique et routier de Flagnac.

La commune est drainée par le Lot, le Ruisseau de Limou, le Moulinet et par divers petits cours d'eau.
Le Lot prend sa source à 1272 m d’altitude sur la montagne du Goulet (nord du Mont Lozère), dans la commune de Cubières (48), et se jette  dans la Garonne à Monheurt (47), après avoir parcouru 484 km et traversé 129 communes.
Le Ruisseau de Limou, d'une longueur totale de 15,1 km, prend sa source dans la commune de Conques-en-Rouergue et se jette  dans le Lot à Flagnac, après avoir arrosé 3 communes.

### Climat
Pour des articles plus généraux, voir Climat de l'Occitanie et Climat de l'Aveyron.
En 2010, le climat de la commune est de type climat océanique altéré, selon une étude s'appuyant sur une série de données couvrant la période 1971-2000. En 2020, Météo-France publie une typologie des climats de la France métropolitaine dans laquelle la commune est exposée à un climat de montagne et est dans la région climatique Ouest et nord-ouest du Massif Central, caractérisée par une pluviométrie annuelle de 900 à 1 500 mm, maximale en automne et en hiver.
Pour la période 1971-2000, la température annuelle moyenne est de 12,7 °C, avec une amplitude thermique annuelle de 15,9 °C. Le cumul annuel moyen de précipitations est de 1 020 mm, avec 10,7 jours de précipitations en janvier et 6,8 jours en juillet. Pour la période 1991-2020, la température moyenne annuelle observée sur la station météorologique la plus proche, située sur la commune de Saint-Constant-Fournoulès à 9 km à vol d'oiseau, est de 12,7 °C et le cumul annuel moyen de précipitations est de 1 058,4 mm,. Pour l'avenir, les paramètres climatiques de la commune estimés pour 2050 selon différents scénarios d'émission de gaz à effet de serre sont consultables sur un site dédié publié par Météo-France en novembre 2022.

### Milieux naturels et biodiversité
L’inventaire des zones naturelles d'intérêt écologique, faunistique et floristique (ZNIEFF) a pour objectif de réaliser une couverture des zones les plus intéressantes sur le plan écologique, essentiellement dans la perspective d’améliorer la connaissance du patrimoine naturel national et de fournir aux différents décideurs un outil d’aide à la prise en compte de l’environnement dans l’aménagement du territoire.
Le territoire communal de Flagnac comprend une ZNIEFF de type 1,, 
la « Rivière Lot (partie Aveyron) » (2 552 ha), couvrant 33 communes dont 30 dans l'Aveyron, 2 dans le Cantal et 1 dans la Lozère
, et une ZNIEFF de type 2,, 
la « Vallée du Lot (partie Aveyron) » (19 239 ha), qui s'étend sur 47 communes dont 39 dans l'Aveyron, 5 dans le Cantal, 2 dans le Lot et 1 dans la Lozère.

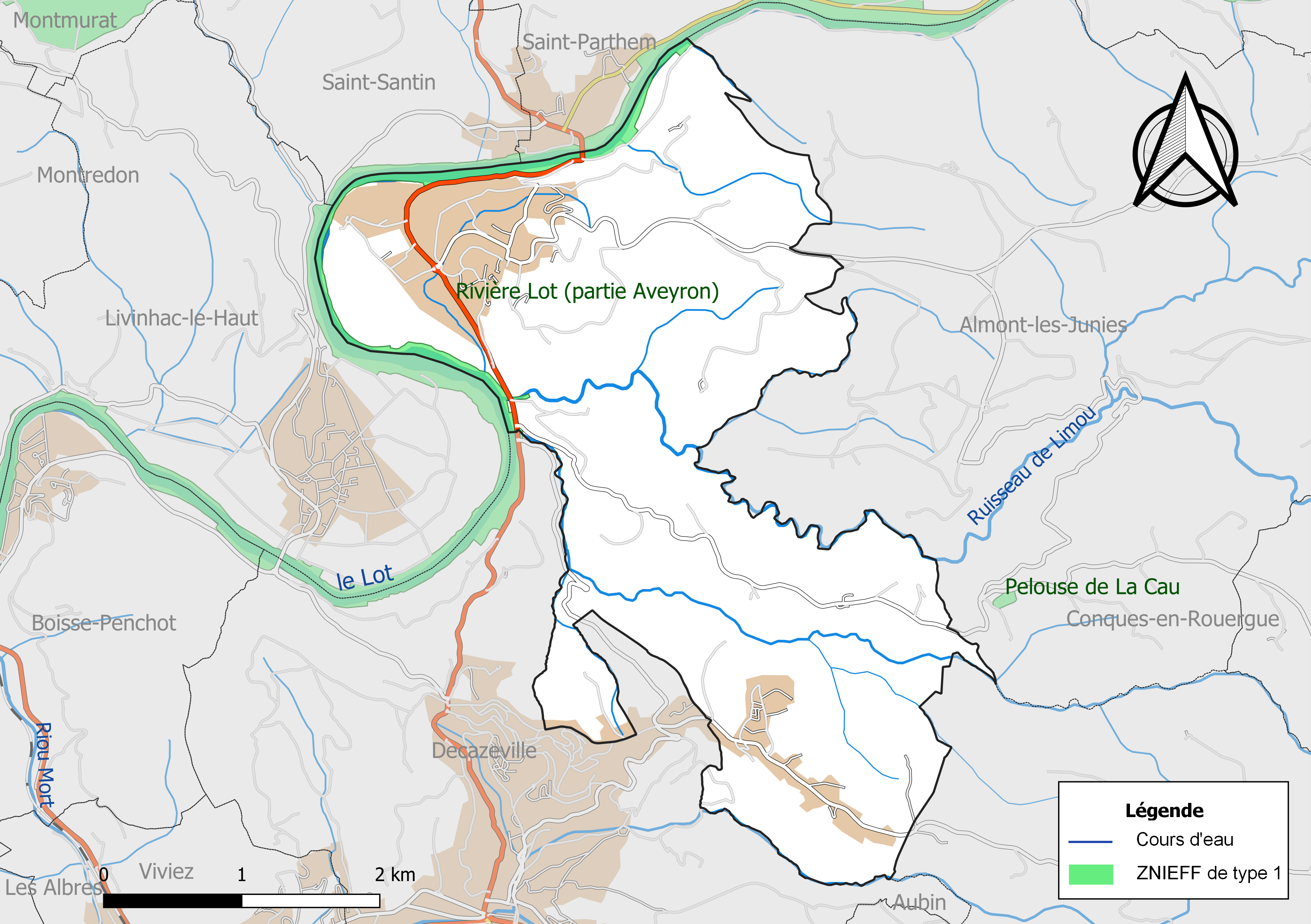
Carte de la ZNIEFF de type 1 de la commune.
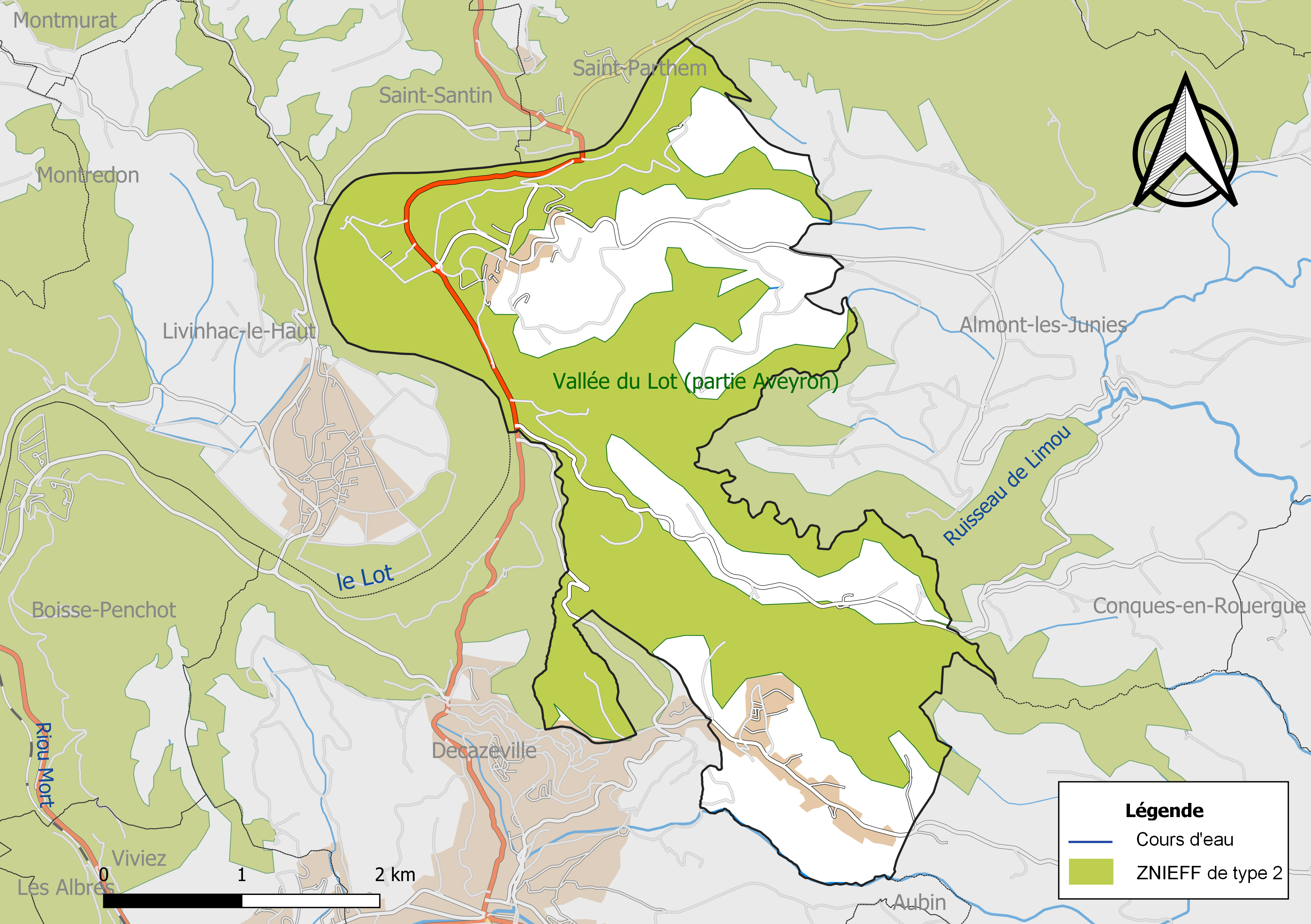
Carte de la ZNIEFF de type 2 de la commune.

## Urbanisme

### Typologie
Au 1er janvier 2024, Flagnac est catégorisée commune rurale à habitat dispersé, selon la nouvelle grille communale de densité à 7 niveaux définie par l'Insee en 2022.
Elle est située hors unité urbaine. Par ailleurs la commune fait partie de l'aire d'attraction de Decazeville, dont elle est une commune de la couronne,. Cette aire, qui regroupe 12 communes, est catégorisée dans les aires de moins de 50 000 habitants,.

### Occupation des sols

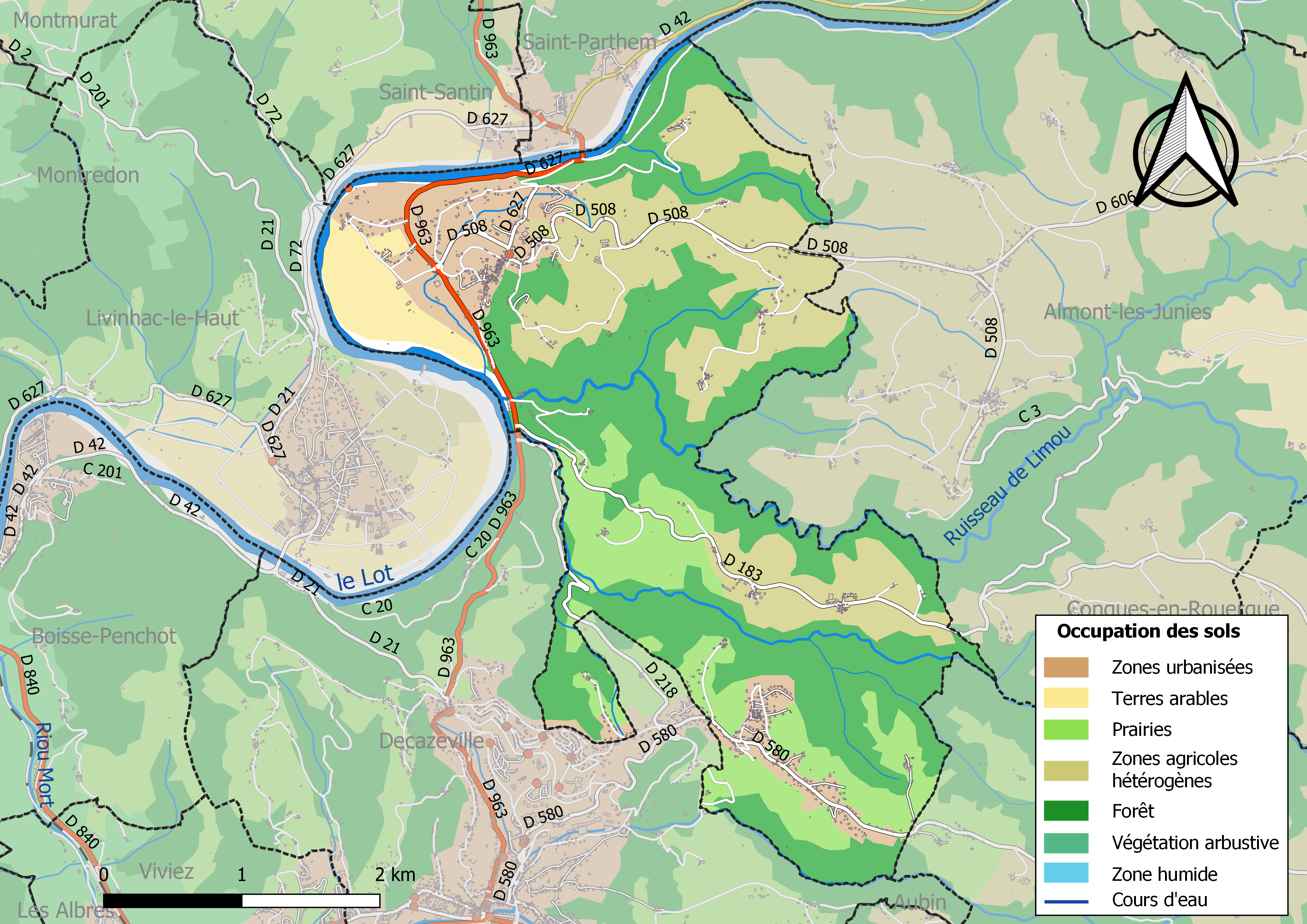
Infrastructures et occupation des sols de la commune de Flagnac.

L'occupation des sols de la commune, telle qu'elle ressort de la base de données européenne d’occupation biophysique des sols Corine Land Cover (CLC), est marquée par l'importance des territoires agricoles (43,5 % en 2018), en diminution par rapport à 1990 (51 %). La répartition détaillée en 2018 est la suivante : 
forêts (41,8 %), zones agricoles hétérogènes (24,6 %), prairies (14,7 %), zones urbanisées (11,9 %), terres arables (4,2 %), eaux continentales (2,9 %).

### Planification
La loi SRU du 13 décembre 2000 a incité fortement les communes à se regrouper au sein d’un établissement public, pour déterminer les partis d’aménagement de l’espace au sein d’un SCoT, un document essentiel d’orientation stratégique des politiques publiques à une grande échelle. La commune est dans le territoire du SCoT du Centre Ouest Aveyron  approuvé en février 2020. La structure porteuse est le Pôle d'équilibre territorial et rural Centre Ouest Aveyron, qui associe neuf EPCI, notamment la communauté de communes Decazeville Communauté, dont la commune est membre.
La commune disposait en 2017 d'un plan local d'urbanisme en révision. Le zonage réglementaire et le règlement associé peuvent être consultés sur le Géoportail de l'urbanisme.

### Risques majeurs
Le territoire de la commune de Flagnac est vulnérable à différents aléas naturels : inondations, climatiques (hiver exceptionnel ou canicule), feux de forêts et séisme (sismicité très faible).
Il est également exposé à deux risques technologiques, le transport de matières dangereuses et la rupture d'un barrage, et à un risque particulier, le risque radon,.

#### Risques naturels

Zones inondables de la commune de Flagnac.

Certaines parties du territoire communal sont susceptibles d’être affectées par le risque d’inondation par débordement du Lot. Les dernières grandes crues historiques, ayant touché plusieurs parties du département, remontent aux 3 et 4 décembre 2003 (dans le bassin du Lot, de l'Aveyron, du Viaur et du Tarn) et au 28 novembre 2014 (bassins de la Sorgues et du Dourdou). Ce risque est pris en compte dans l'aménagement du territoire de la commune par le biais du Plan de prévention du risque inondation (PPRI) Lot aval, approuvé le 14 décembre 2006.
Le Plan départemental de protection des forêts contre les incendies découpe le département de l’Aveyron en sept « bassins de risque » et définit une sensibilité des communes à l’aléa feux de forêt (de faible à très forte). La commune est classée en sensibilité faible.
Les mouvements de terrains susceptibles de se produire sur la commune sont liés au retrait-gonflement des argiles, conséquence d'un changement d'humidité des sols argileux. Les argiles sont capables de fixer l'eau disponible mais aussi de la perdre en se rétractant en cas de sécheresse. Ce phénomène peut provoquer des dégâts très importants sur les constructions (fissures, déformations des ouvertures) pouvant rendre inhabitables certains locaux. La carte de zonage de cet aléa peut être consultée sur le site de l'observatoire national des risques naturels Georisques

#### Risques technologiques
Le risque de transport de matières dangereuses sur la commune est lié à sa traversée par une route à fort trafic. Un accident se produisant sur une telle infrastructure est en effet susceptible d’avoir des effets graves au bâti ou aux personnes jusqu’à 350 m, selon la nature du matériau transporté. Des dispositions d’urbanisme peuvent être préconisées en conséquence.
Dans le département de l'Aveyron on dénombre huit grands barrages susceptibles d’occasionner des dégâts en cas de rupture. La commune fait partie des 64 communes susceptibles d’être touchées par l’onde de submersion consécutive à la rupture d’un de ces barrages.

#### Risque particulier
Dans plusieurs parties du territoire national, le radon, accumulé dans certains logements ou autres locaux, peut constituer une source significative d’exposition de la population aux rayonnements ionisants. Toutes les communes du département sont concernées par le risque radon à un niveau plus ou moins élevé. Selon le dossier départemental des risques majeurs du département établi en 2013, la commune de Flagnac est classée à risque moyen à élevé. Un décret du 4 juin 2018 a modifié la terminologie du zonage définie dans le code de la santé publique et a été complété par un arrêté du 27 juin 2018 portant délimitation des zones à potentiel radon du territoire français. La commune est désormais en zone 3, à savoir zone à potentiel radon significatif.

## Toponymie
Flagnac, autrefois "Flaicinacum", a une origine gallo-romaine.

## Histoire
Le village fut donné en 839 par Pépin d'Aquitaine au monastère de Conques.
Situé entre les anciennes provinces de Guyenne et d'Auvergne, Flagnac a subi deux influences sur le plan architectural. Ainsi certains toits sont couverts de tuiles canaux ou romaines alors que d'autres sont d'ardoises ou de lauzes du pays.
L'église Saint-Martin de Flagnac a été construite sous les ordres et par les moines de Conques. On y remarque trois styles architecturaux différents : le chœur de style roman (XIIe siècle), les fenêtres de style gothique flamboyant (XVe siècle) et le clocher (début du XXe siècle). Des objets classés monuments historiques sont exposés dans l'église par les moines de Conques.

## Politique et administration

### Découpage territorial

#### Découpage historique
L'étalement de la paroisse sur une grande surface très vallonnée (certains paroissiens étaient à  deux heures et demie de marche de l'église paroissiale !) a rendu nécessaire la création de la paroisse de Saint-Martin d'Almon en 1787.
Pour la collecte de la taille, la paroisse est subdivisée en plusieurs communautés : 
- Flagnac, qui concernait le bourg du village actuel
- Agnac, qui concernait le bourg d'Agnac, riche de marchands et vignerons
- Pagax, regroupant notamment les villages de Pagax, Laborie de Pagax, les Palenquières, Toulouse de Pagax, et le Bouyssou
- Almon, qui couvrait notamment les villages d'Almon, les Junies, Lhom, Ginouillac, et Lacam
- les Camps, dont les habitants vivaient à Belfort, Mazerac, Aynies, les Ginestes, les Clémenties, les Bréfinies, la Brousse, la Greze, la Micalie...
- les Puechs de Laval, englobant Tillet, la Molle, Laval, les Angles, Montméja, Bourran, Tillet, las Favaredes, Lagarrigue, Bans, la Viale...

Avec la Révolution, les subdivisions changent : la Mairie de Flagnac est ainsi un temps divisée en plusieurs Communes : Flagnac, Agnac, Pagax, et Almon. Agnac est rapidement rattachée à Pagax, puis Pagax et Flagnac sont de nouveau fusionnées. Almon, indépendante de Flagnac jusqu'en 1800, y est de nouveau rattachée jusqu'en 1841. Elle prend alors son indépendance sous le nom d'Almon, devenue depuis Almont-les-Junies.
Lors de la création du département de l'Aveyron en 1791, un canton éphémère fut formé à Flagnac qui regroupa les communes de Flagnac, Almon, Agnac, Pagax, Saint-Santin, Saint-Julien de Piganiol, Saint-Parthem, Agrès, Livinhac-le-Haut et Laroque-Bouillac.

#### Découpage actuel
La commune de Flagnac est membre de la communauté de communes Decazeville Communauté, un établissement public de coopération intercommunale (EPCI) à fiscalité propre créé le 1er janvier 2017 dont le siège est à Decazeville. Ce dernier est par ailleurs membre d'autres groupements intercommunaux.
Sur le plan administratif, elle est rattachée à l'arrondissement de Villefranche-de-Rouergue, au département de l'Aveyron et à la région Occitanie. Sur le plan électoral, elle dépend du  canton de Lot et Dourdou pour l'élection des conseillers départementaux, depuis le redécoupage cantonal de 2014 entré en vigueur en 2015, et de la deuxième circonscription de l'Aveyron  pour les élections législatives, depuis le dernier découpage électoral de 2010.

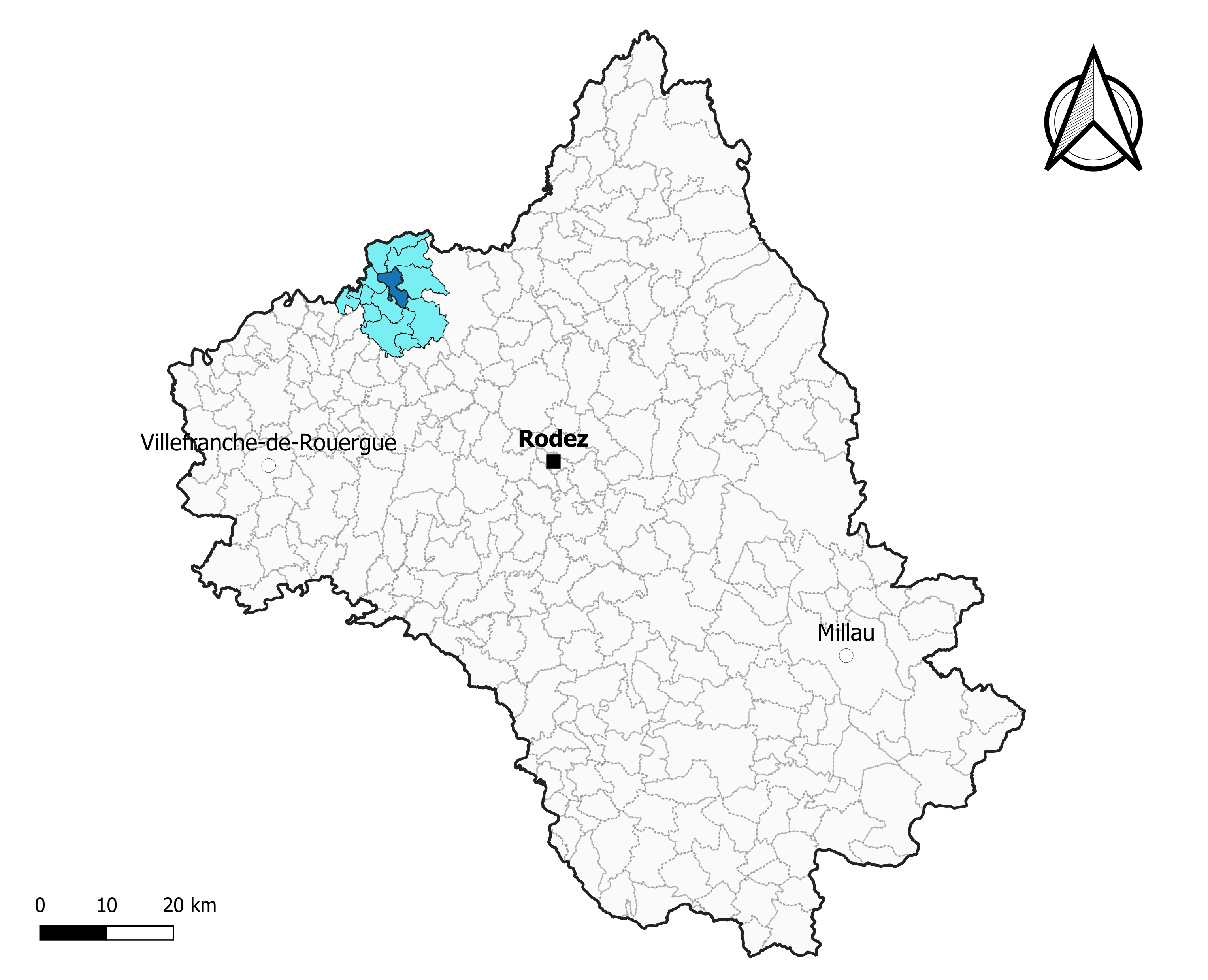
Flagnac dans l'intercommunalité en 2020.
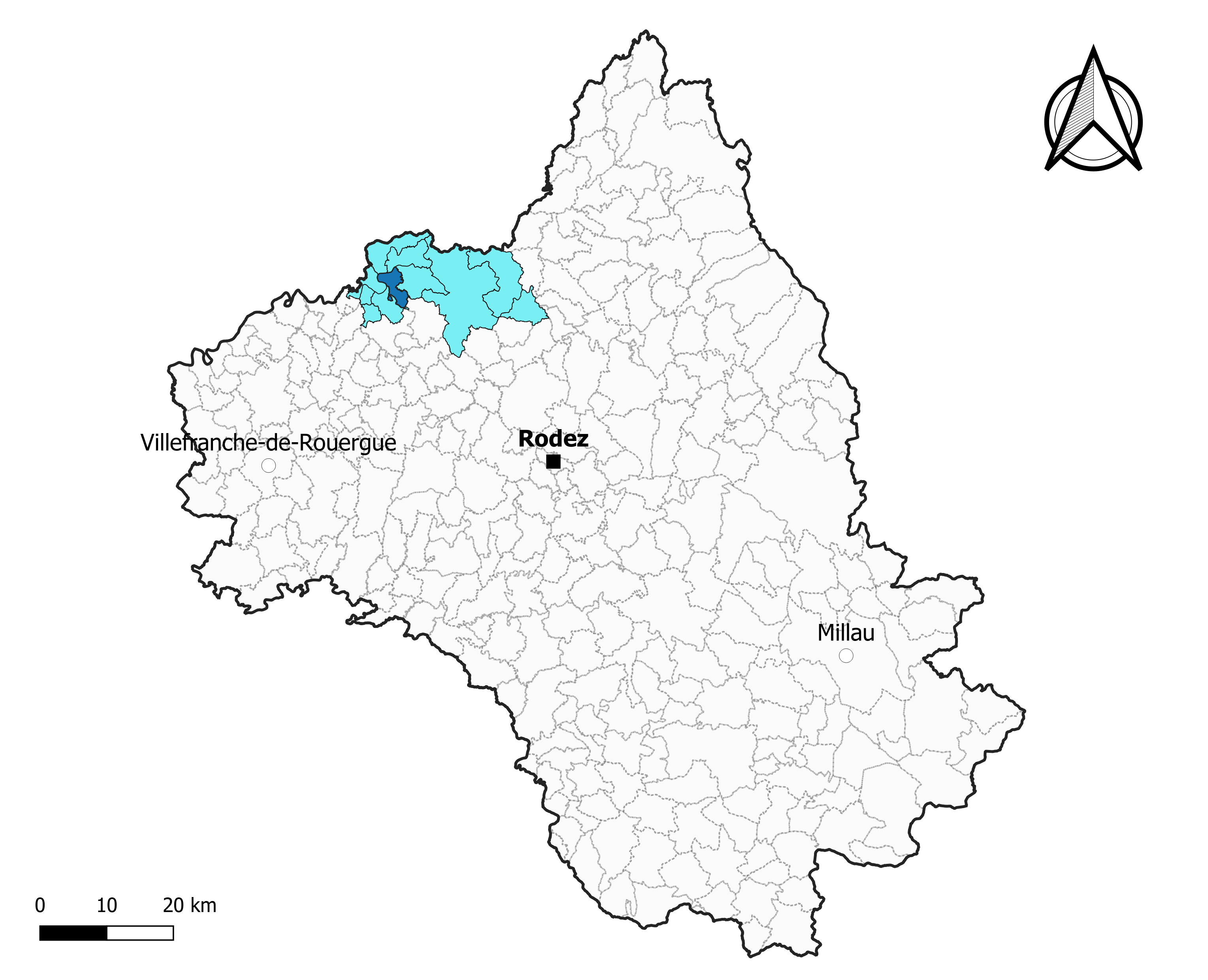
Flagnac dans le canton de Lot et Dourdou en 2020.
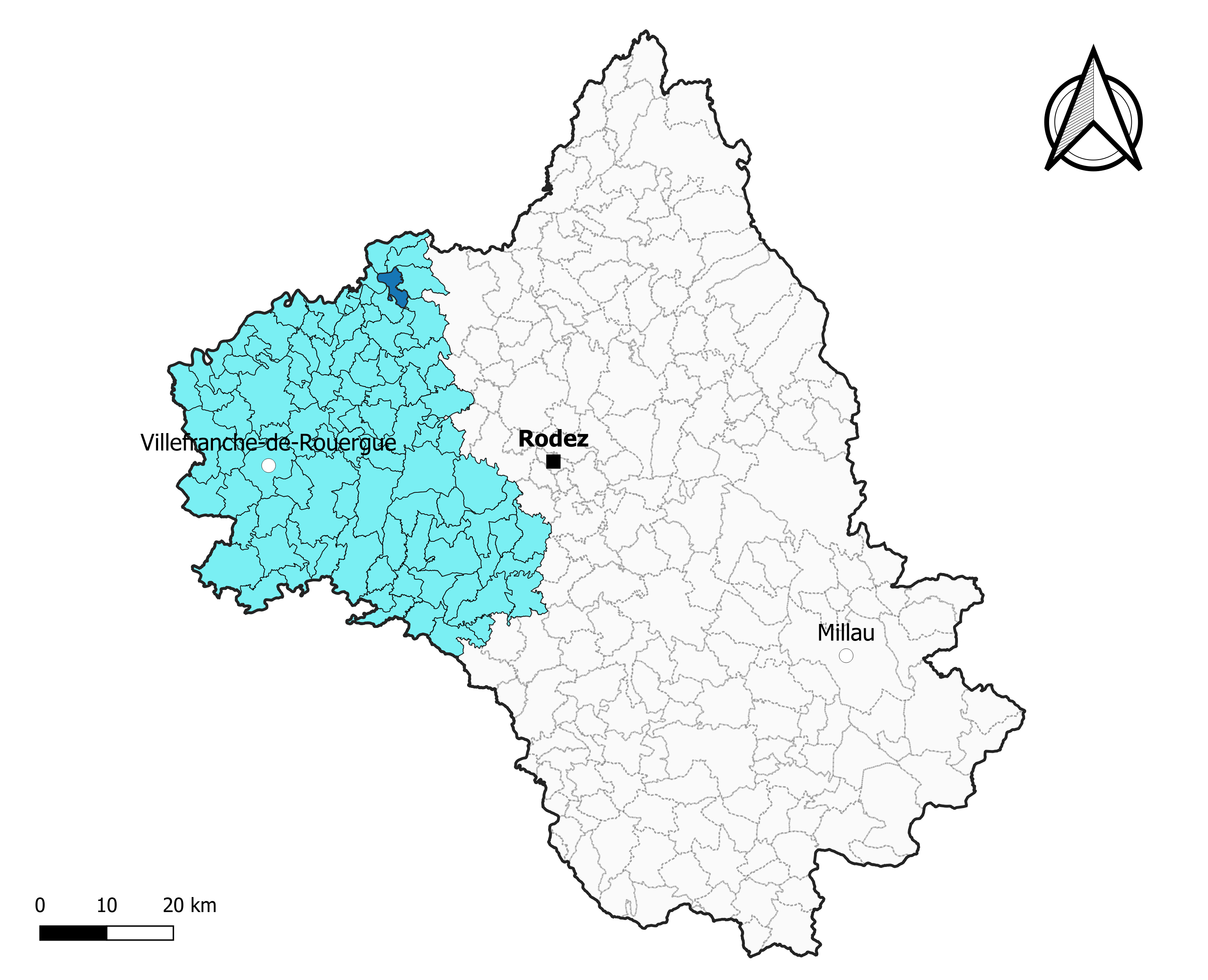
Flagnac dans l'arrondissement de Villefranche-de-Rouergue en 2020.

### Élections municipales et communautaires

#### Élections de 2020
Le conseil municipal de Flagnac, commune de plus de 1 000 habitants, est élu au scrutin proportionnel de liste à deux tours (sans aucune modification possible de la liste), pour un mandat de six ans renouvelable. Compte tenu de la population communale, le nombre de sièges à pourvoir lors des élections municipales de 2020 est de 15. Les quinze conseillers municipaux sont élus au premier tour avec un taux de participation de 41,42 %, issus de la seule liste candidate, conduite par Pierre Tieulié. Pierre Tieulié est élu nouveau maire de la commune le 23 mai 2020.
Le  siège attribué à la commune au sein du conseil communautaire de la communauté de communes Decazeville Communauté est alloué également à la liste de Pierre Tieulié.

#### Liste des maires
| Période                                  | Période               | Identité                | Étiquette | Qualité                            |
| ---------------------------------------- | --------------------- | ----------------------- | --------- | ---------------------------------- |
| Les données manquantes sont à compléter. |                       |                         |           |                                    |
| 1800                                     | 1811                  | Antoine Combres         |           | Propriétaire cultivateur           |
| 1812                                     | 1816                  | Jean Donzac             |           | Propriétaire                       |
| 1816                                     | 1826                  | François Austry         |           |                                    |
| 1826                                     | 1830                  | Louis Donzac            |           | Avocat                             |
| 1830                                     | 1831                  | Philippe Donzac         |           |                                    |
| 1832                                     | 1848                  | Jean-Antoine Tourrilhes |           |                                    |
| 1848                                     | 1848                  | Louis Reclus            |           |                                    |
| 1848                                     | 1871                  | Charles Tourrilhes      |           | Notaire, décédé en fonctions       |
| 1871                                     | 1874                  | Timothée Tourrilhes     |           | Propriétaire                       |
| 1874                                     | 1891                  | Louis Cardonnel         |           |                                    |
| 1892                                     | 1892                  | Jean-François Marican   |           |                                    |
| 1892                                     | 1908                  | Jules Boudou            |           |                                    |
| 1908                                     | 1912                  | Jean-Baptiste Costes    |           |                                    |
| 1912                                     | 1918                  | Émile Destruels         |           |                                    |
|                                          |                       |                         |           |                                    |
|                                          |                       |                         |           |                                    |
|                                          |                       |                         |           |                                    |
|                                          |                       |                         |           |                                    |
| mars 1989                                | 2014                  | Jean-Claude Couchet     | SE        |                                    |
| mars 2014                                | mai 2020              | Pierre Tieulie          |           | Retraité d'une entreprise publique |
| mai 2020                                 | août 2022 (démission) | Pierre Tieulié,         |           | Ancien cadre                       |
| septembre 2022                           | En cours              | Olivier Lantuéjoul      |           |                                    |

## Population et société

### Démographie
L'évolution du nombre d'habitants est connue à travers les recensements de la population effectués dans la commune depuis 1793. Pour les communes de moins de 10 000 habitants, une enquête de recensement portant sur toute la population est réalisée tous les cinq ans, les populations de référence des années intermédiaires étant quant à elles estimées par interpolation ou extrapolation. Pour la commune, le premier recensement exhaustif entrant dans le cadre du nouveau dispositif a été réalisé en 2008.

En 2022, la commune comptait 1 081 habitants, en évolution de +1,98 % par rapport à 2016 (Aveyron : +0,37 %, France hors Mayotte : +2,11 %).
| 1793 | 1800  | 1806  | 1821  | 1831  | 1836  | 1841  | 1846  | 1851  |
| ---- | ----- | ----- | ----- | ----- | ----- | ----- | ----- | ----- |
| 912  | 1 227 | 1 816 | 1 782 | 1 938 | 2 021 | 1 204 | 1 154 | 1 238 |

| 1856  | 1861  | 1866  | 1872  | 1876  | 1881  | 1886  | 1891  | 1896  |
| ----- | ----- | ----- | ----- | ----- | ----- | ----- | ----- | ----- |
| 1 238 | 1 274 | 1 210 | 1 261 | 1 296 | 1 197 | 1 320 | 1 146 | 1 126 |

| 1901  | 1906  | 1911  | 1921 | 1926 | 1931 | 1936 | 1946 | 1954 |
| ----- | ----- | ----- | ---- | ---- | ---- | ---- | ---- | ---- |
| 1 040 | 1 010 | 1 007 | 935  | 857  | 841  | 827  | 830  | 873  |

| 1962 | 1968 | 1975 | 1982 | 1990 | 1999 | 2006 | 2008 | 2013  |
| ---- | ---- | ---- | ---- | ---- | ---- | ---- | ---- | ----- |
| 830  | 788  | 902  | 988  | 905  | 888  | 929  | 942  | 1 058 |

| 2018  | 2022  | - | - | - | - | - | - | - |
| ----- | ----- | - | - | - | - | - | - | - |
| 1 061 | 1 081 | - | - | - | - | - | - | - |

### Manifestations culturelles et festivités
Le spectacle Son, lumière et gestes - Hier, un village, créé en 1981 par le comité des fêtes de Flagnac, a lieu chaque été. Il reconstitue la vie d'un village au début du XXe siècle.

## Économie

### Revenus
En 2018  (données Insee publiées en septembre 2021), la commune compte 446 ménages fiscaux, regroupant 984 personnes. La médiane du revenu disponible par unité de consommation est de 21 700 € (20 640 € dans le département).

### Emploi
| Division       | 2008  | 2013  | 2018  |
| -------------- | ----- | ----- | ----- |
| Commune        | 2 %   | 5,4 % | 5,6 % |
| Département    | 5,4 % | 7,1 % | 7,1 % |
| France entière | 8,3 % | 10 %  | 10 %  |

En 2018, la population âgée de 15 à 64 ans s'élève à 575 personnes, parmi lesquelles on compte 69,4 % d'actifs (63,8 % ayant un emploi et 5,6 % de chômeurs) et 30,6 % d'inactifs,. Depuis 2008, le taux de chômage communal (au sens du recensement) des 15-64 ans est inférieur à celui de la France et du département.
La commune fait partie de la couronne de l'aire d'attraction de Decazeville, du fait qu'au moins 15 % des actifs travaillent dans le pôle,. Elle compte 176 emplois en 2018, contre 195 en 2013 et 119 en 2008. Le nombre d'actifs ayant un emploi résidant dans la commune est de 370, soit un indicateur de concentration d'emploi de 47,6 % et un taux d'activité parmi les 15 ans ou plus de 44,6 %.
Sur ces 370 actifs de 15 ans ou plus ayant un emploi, 63 travaillent dans la commune, soit 17 % des habitants. Pour se rendre au travail, 94,9 % des habitants utilisent un véhicule personnel ou de fonction à quatre roues, 0,3 % les transports en commun, 2,1 % s'y rendent en deux-roues, à vélo ou à pied et 2,7 % n'ont pas besoin de transport (travail au domicile).

### Activités hors agriculture

#### Secteurs d'activités
46 établissements sont implantés  à Flagnac au 31 décembre 2019. Le tableau ci-dessous en détaille le nombre par secteur d'activité et compare les ratios avec ceux du département,.
| Secteur d'activité                                                                                        | Commune | Commune | Département |
| Secteur d'activité                                                                                        | Nombre  | %       | %           |
| --- | ------- | ------- | ----------- |
| Ensemble                                                                                                  | 46      | 100 %   | (100 %)     |
| Industrie manufacturière, industries extractives et autres                                                | 10      | 21,7 %  | (17,7 %)    |
| Construction                                                                                              | 8       | 17,4 %  | (13 %)      |
| Commerce de gros et de détail, transports, hébergement et restauration                                    | 8       | 17,4 %  | (27,5 %)    |
| Information et communication                                                                              | 1       | 2,2 %   | (1,5 %)     |
| Activités financières et d'assurance                                                                      | 2       | 4,3 %   | (3,4 %)     |
| Activités immobilières                                                                                    | 2       | 4,3 %   | (4,2 %)     |
| Activités spécialisées, scientifiques et techniques et activités de services administratifs et de soutien | 5       | 10,9 %  | (12,4 %)    |
| Administration publique, enseignement, santé humaine et action sociale                                    | 3       | 6,5 %   | (12,7 %)    |
| Autres activités de services                                                                              | 7       | 15,2 %  | (7,8 %)     |

Le secteur de l'industrie manufacturière, des industries extractives et autres est prépondérant sur la commune puisqu'il représente 21,7 % du nombre total d'établissements de la commune (10 sur les 46 entreprises implantées  à Flagnac), contre 17,7 % au niveau départemental.

#### Entreprises
Les cinq entreprises ayant leur siège social sur le territoire communal qui génèrent le plus de chiffre d'affaires en 2020 sont : 
- ETS Destruels-Bouygues, fabrication d'aliments pour animaux de ferme (11 203 k€)
- Cartilou, supermarchés (5 622 k€)
- Services Aveyron Lot Cantal, mécanique industrielle (579 k€)
- CMR Energie, production d'électricité (78 k€)
- Clako, vente à distance sur catalogue spécialisé (41 k€)

### Agriculture
La commune est dans la « Viadène et vallée du Lot », une petite région agricole occupant le nord-ouest du département de l'Aveyron. En 2020, l'orientation technico-économique de l'agriculture  sur la commune est l'élevage bovin, orientation mixte lait et viande.
|               | 1988 | 2000 | 2010 | 2020 |
| ------------- | ---- | ---- | ---- | ---- |
| Exploitations | 41   | 25   | 20   | 10   |
| SAU (ha)      | 558  | 613  | 563  | 421  |

Le nombre d'exploitations agricoles en activité et ayant leur siège dans la commune est passé de 41 lors du recensement agricole de 1988  à 25 en 2000 puis à 20 en 2010 et enfin à 10 en 2020, soit une baisse de 76 % en 32 ans. Le même mouvement est observé à l'échelle du département qui a perdu pendant cette période 51 % de ses exploitations,. La surface agricole utilisée sur la commune a également diminué, passant de 558 ha en 1988 à 421 ha en 2020. Parallèlement la surface agricole utilisée moyenne par exploitation a augmenté, passant de 14 à 42 ha.

## Culture locale et patrimoine

### Lieux et monuments
- Mairie de Flagnac. Anciennement l'école du village.
- Château de Pagax du XIIIe siècle  Inscrit MH (1978)[52].
- Château de la Griffoulière[53].
- Église Saint-Martin de Flagnac[54].
- Église Sainte-Croix d'Agnac.
- Chapelle Notre-Dame-de-la-Pitié de Flagnac[55].

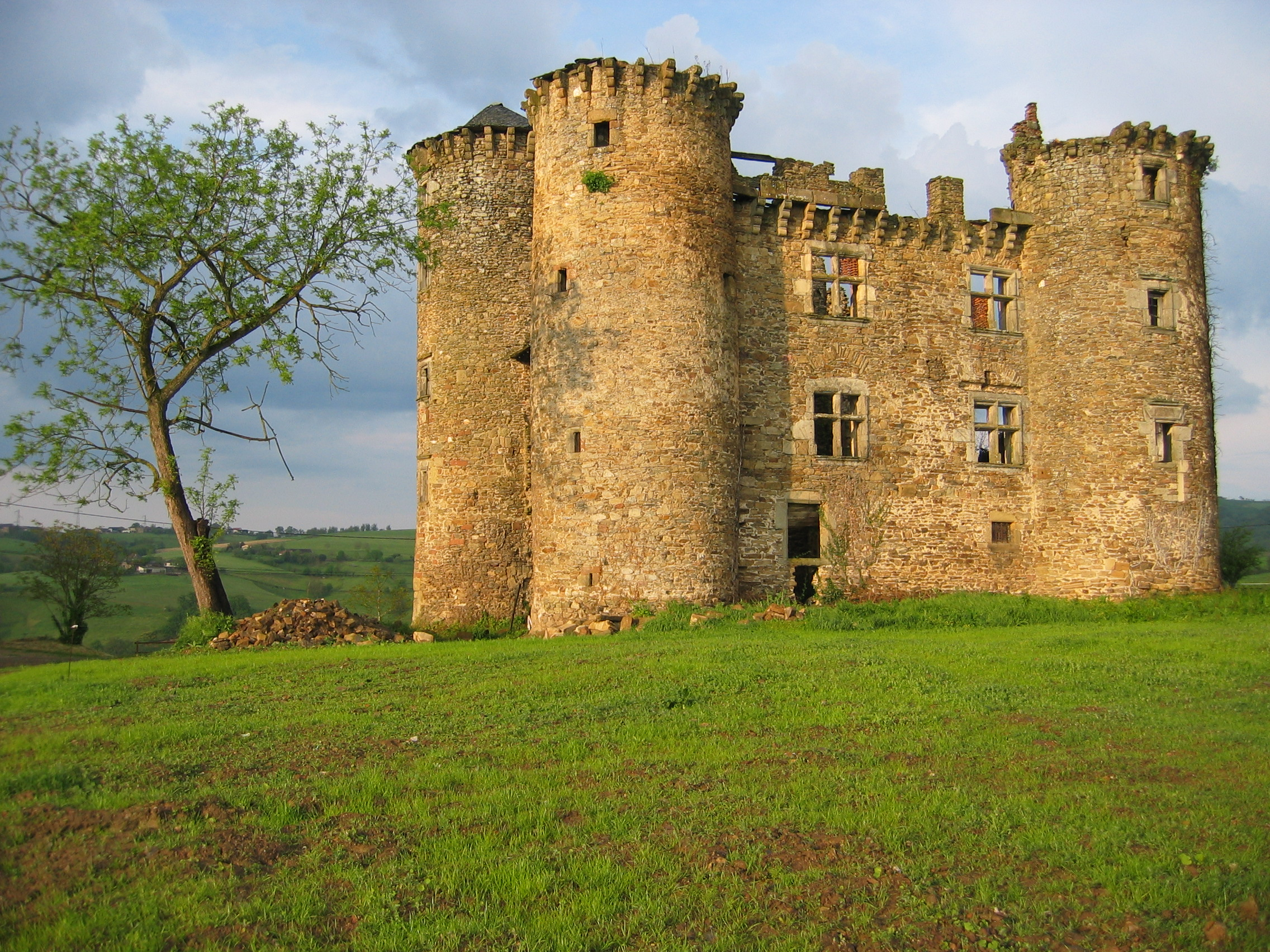
Château de Pagax.